# Plainfaing
Plainfaing là một xã, nằm ở tỉnh Vosges trong vùng Grand Est của Pháp. Xã này có diện tích 38,56 kilômét vuông, dân số năm 1999 là 1822 người. Xã này nằm ở khu vực có độ cao trung bình 531 m trên mực nước biển.
Dân địa phương tiếng Pháp gọi là Plainfinois.

## Biến động dân số
| Năm | 1962 | 1968 | 1975 | 1982 | 1990 | 1999 |
| --- | ---- | ---- | ---- | ---- | ---- | ---- |
| Dân số | 2519 | 2803 | 2402 | 2235 | 1948 | 1764 |
| From the year 1962 on: No double counting—residents of multiple communes (e.g. students and military personnel) are counted only once. |      |      |      |      |      |      |